# C/1874 Q1
Komet Coggia ali C/1874 Q1 je neperiodični komet, ki ga je 19. avgusta 1874 odkril francoski astronom Jérôme Eugène Coggia (1849 – 1919) v Marseillu, Francija.

## Lastnosti
Soncu se je najbolj približal 18. julija 1874 , 
ko je bil na razdalji okoli 1,7 a.e. od Sonca. Zemlji se je najbolj približal 19. oktobra 1874 . 
Komet je bil odkrit s prostim očesom,
imel je magnitudo  8,5 .